# Északi karmoskenguru
Az északi karmoskenguru (Onychogalea unguifera) a kúszóerszényes-alakúak (Diprotodontia) rendjéhez, ezen belül a kengurufélék (Macropodidae) családjához tartozó faj.

## Elterjedése
Endemikus faj.Csak Ausztrália északi részén honos.

## Alfajai
- O. u. unguifera
- O. u. annulicauda

## Fordítás
- Ez a szócikk részben vagy egészben  a   Northern Nail-tail Wallaby című angol Wikipédia-szócikk ezen változatának fordításán alapul.  Az eredeti cikk szerkesztőit annak laptörténete sorolja fel. Ez a jelzés csupán a megfogalmazás eredetét és a szerzői jogokat jelzi, nem szolgál a cikkben szereplő információk forrásmegjelöléseként.